# یونیونویل (ویرجینیا)
یونیونویل (به انگلیسی: Unionville) یک منطقهٔ مسکونی در ایالات متحده آمریکا است که در شهرستان اورنج، ویرجینیا واقع شده‌است. یونیونویل ۱۵۶٫۰۶ متر بالاتر از سطح دریا واقع شده‌است.